# Daf-2
DAF-2是秀麗隱桿線蟲（Caenorhabditis elegans）的一个基因，编码的蛋白与人胰岛素样生长因子1受体（IGF-1R）同源。DAF-2是第一个发现的与老化速率有关的代謝途徑基因。DAF-2也与生殖发育的调控，氧化应激的应对，温度耐受，缺氧以及对细菌病原体的抵抗有关。辛西娅·凯尼恩（Cynthia Kenyon）获得的DAF-2突变体线虫寿命为普通线虫的两倍。